# Vanadinit
Vanadinit ist ein eher selten vorkommendes Mineral aus der Mineralklasse der „Phosphate, Arsenate und Vanadate“. Es kristallisiert im hexagonalen Kristallsystem mit der chemischen Zusammensetzung Pb5[Cl|(VO4)3] und entwickelt kurz- bis langprismatische (selten auch pyramidale) Kristalle, aber auch traubige bis erdige oder radialstrahlige Aggregate in weißer, grauer, gelber, oranger bis brauner Farbe.
Vanadinit ist Mitglied der Apatit-Pyromorphit-Gruppe.

## Etymologie und Geschichte
Erstmals gefunden und beschrieben wurde Vanadinit 1838 in Zimapan in Mexiko. Es wurde bezugnehmend auf seinen Vanadium-Gehalt benannt.

## Klassifikation
In der veralteten 8. Auflage der Mineralsystematik nach Strunz gehörte der Vanadinit zur Mineralklasse der „Phosphate, Arsenate, Vanadate“ und dort zur Abteilung „Wasserfreie Phosphate, Arsenate und Vanadate mit fremden Anionen“, wo er gemeinsam mit Johnbaumit, Hedyphan, Mimetesit und Pyromorphit in der „Pyromorphit-Reihe“ mit der Systemnummer VII/B.16d steht.
In der zuletzt 2018 überarbeiteten Lapis-Systematik nach Stefan Weiß, die formal auf der alten Systematik von Karl Hugo Strunz in der 8. Auflage basiert, erhielt das Mineral die System- und Mineralnummer VII/B.39-170. Dies entspricht der Klasse der „Phosphate, Arsenate und Vanadate“ und dort der Abteilung „Wasserfreie Phosphate, mit fremden Anionen F,Cl,O,OH“, wo Vanadinit zusammen mit Alforsit, Belovit-(Ce), Belovit-(La), Carbonat-Fluorapatit, Carbonat-Hydroxylapatit, Carlgieseckeit-(Nd), Chlorapatit, Deloneit, Fluorapatit, Fluorcaphit, Fluorphosphohedyphan, Fluorstrophit, Hedyphan, Hydroxylapatit, Hydroxylpyromorphit, Johnbaumit, Kuannersuit-(Ce), Mimetesit, Mimetesit-M (N), Miyahisait, Morelandit, Phosphohedyphan, Pieczkait, Pyromorphit, Stronadelphit, Svabit, Turneaureit und Vanackerit die „Apatitgruppe“ mit der Systemnummer VII/B.39 bildet.
Die von der International Mineralogical Association (IMA) zuletzt 2009 aktualisierte 9. Auflage der Strunz’schen Mineralsystematik ordnet den Vanadinit in die Klasse der „Phosphate, Arsenate und Vanadate“ und dort in die Abteilung „Phosphate usw. mit zusätzlichen Anionen; ohne H2O“ ein. Hier ist das Mineral in der Unterabteilung „Mit ausschließlich großen Kationen; (OH usw.) : RO4 = 0,33 : 1“ zu finden, wo es zusammen mit Alforsit, Belovit-(Ce), Belovit-(La), Carbonat-Fluorapatit, Carbonat-Hydroxylapatit, Chlorapatit, Fluorphosphohedyphan, Fluorstrophit, Hydroxylapatit, Hydroxylapatit-M, Deloneit-(Ce), Fermorit, Fluorapatit, Fluorcaphit, Hedyphan, Hydroxylpyromorphit, Johnbaumit, Kuannersuit-(Ce), Mimetesit, Morelandit, Phosphohedyphan, Pyromorphit, Svabit, Stronadelphit und Turneaureit die „Apatit-Gruppe“ mit der Systemnummer 8.BN.05 bildet.
In der vorwiegend im englischen Sprachraum gebräuchlichen Systematik der Minerale nach Dana hat Vanadinit die System- und Mineralnummer 41.08.04.03. Das entspricht der Klasse der „Phosphate, Arsenate und Vanadate“ und dort der Abteilung „Wasserfreie Phosphate etc., mit Hydroxyl oder Halogen“. Hier findet er sich innerhalb der Unterabteilung „Wasserfreie Phosphate etc., mit Hydroxyl oder Halogen mit (A)5  (XO4)3 Zq“ in der „Pyromorphitgruppe“, in der auch Pyromorphit, Mimetesit und Hydroxylpyromorphit eingeordnet sind. Diese drei Minerale bilden untereinander zumindest teilweise ein Mischkristallsystem, bei dem (VO4)3− durch (PO4)3− zu Pyromorphit oder (AsO4)3− zu Mimetesit substituiert wird.

## Kristallstruktur

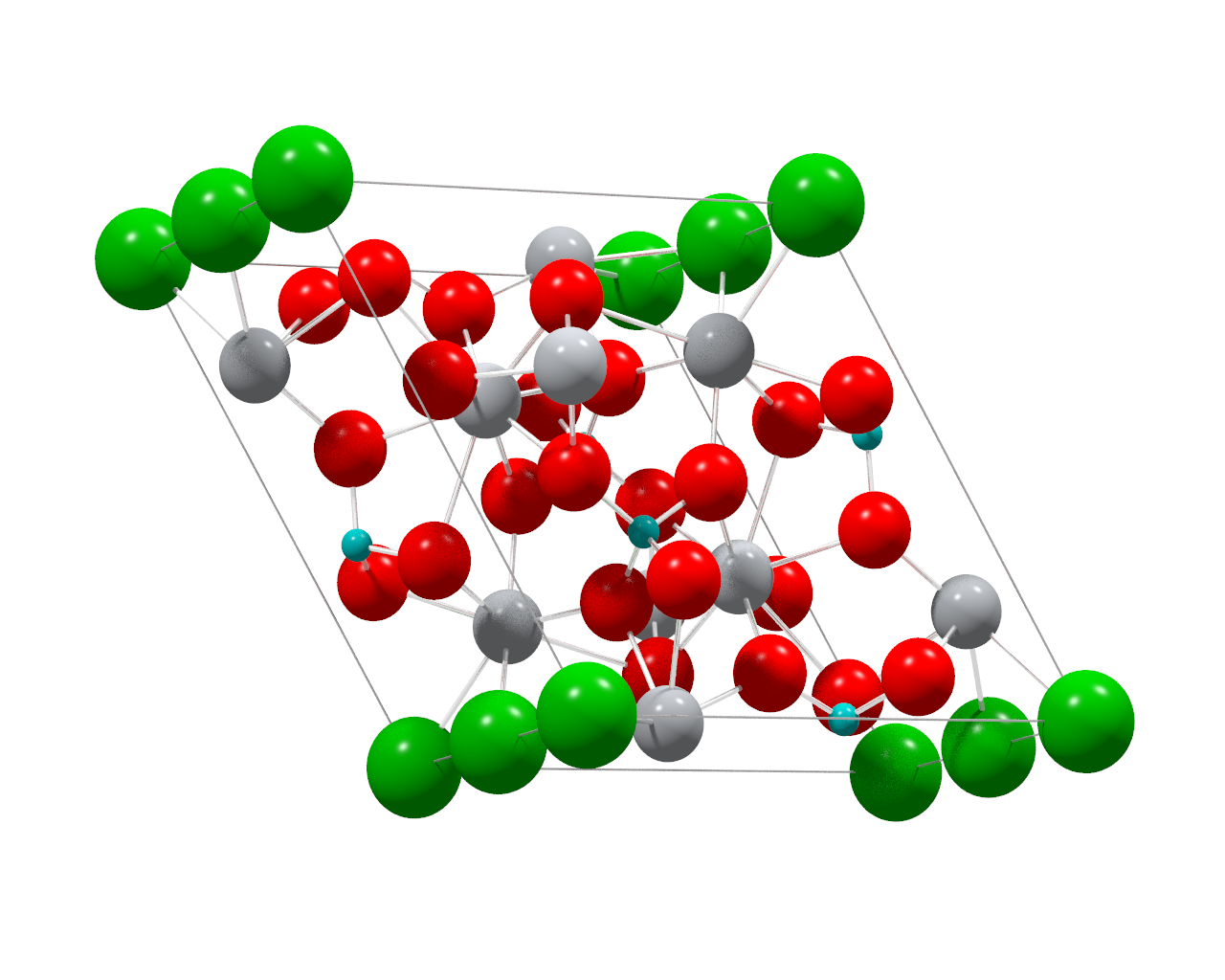
Struktur von Vanadinit,
silver Pb^{2+}
cyan V^{5+}
1. EE0000 O^{2−},
green Cl^{−}

Vanadinit kristallisiert hexagonal in der Raumgruppe P63/m (Raumgruppen-Nr. 176) (Kristallklasse 6/m) mit zwei Formeleinheiten pro Elementarzelle und den Gitterkonstanten a = 10,331 Å sowie c = 7,343 Å. Vanadium wird tetraedrisch von Sauerstoff umgeben. Die Chlorid-Anionen befinden sich auf den Ecken der Elementarzelle und auf den Zellkanten bei c/2. Blei besetzt zwei unterschiedlich koordinierte Gitterplätze.

## Eigenschaften
Vanadinit gehört mit einer Mohshärte von 3 zu den weichen Mineralen. Es schmilzt leicht vor dem Lötrohr und löst sich gut in Salpetersäure.

## Modifikationen und Varietäten
Vanadinit bildet eine Vielzahl unterschiedlicher Farbnuancen und findet sich in unterschiedlichen mineralogischen Paragenesen.
Besonders hervorzuheben ist, dass im Kristallgitter das Vanadium durch Arsen ausgetauscht werden kann. Als Endlichit oder auch Arsen-Vanadinit wird eine durch geringe Beimengungen von Arsen gelb gefärbte Varietät von Vanadinit bezeichnet. Beschrieben wurde Endlichit 1885 von Friedrich August Genth (1820–1893) und Gerhard vom Rath (1830–1888). Dies führt schlussendlich zu einer Mischkristallreihe, von rotem Vanadinit zu gelbem Mimetesit. Bei letzterem sind alle Vanadiumatome durch Arsenatome ersetzt. Je nachdem, wie stark arsenhaltig ein Vanadinit ist, zeigen die Kristalle, bedingt durch den unterschiedlichen Ionenradius von V und As, entweder ein ausgeprägtes Längenwachstum, eine gelbe Farbe oder auch eine Kombination von beidem.

Eine klassische Paragenese sind hellrote Vanadinitkristalle, die auf farblosem Baryt aufgewachsen sind und vor allem in Mibladen gefunden wurden. Hier finden sich freistehende Kristalle wie auch dichte Kristallrasen, die den Baryt teilweise vollkommen überwachsen.

Funde aus Taouz zeigen häufig dunkelrote Vanadinite auf schwarzem, teilweise botryoidalen, Goethit oder oxidischen Manganmineralen wie Hausmannit; seltener finden sich gelbe Vanadinite auf Goethit.

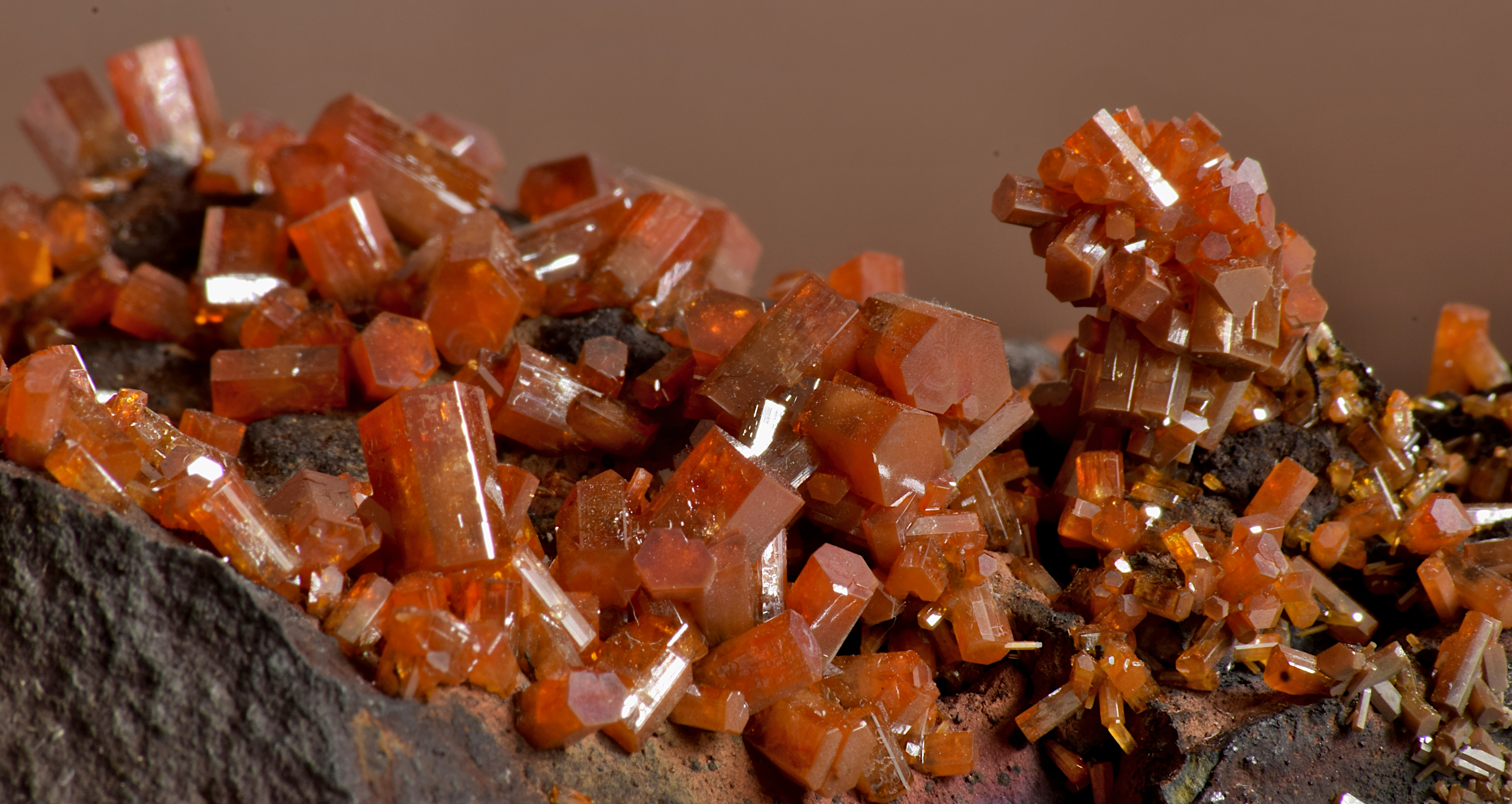
Orange-rote Vanadinitkristalle aus Mibladen, Marokko (Bildbreite ca. 40 mm)
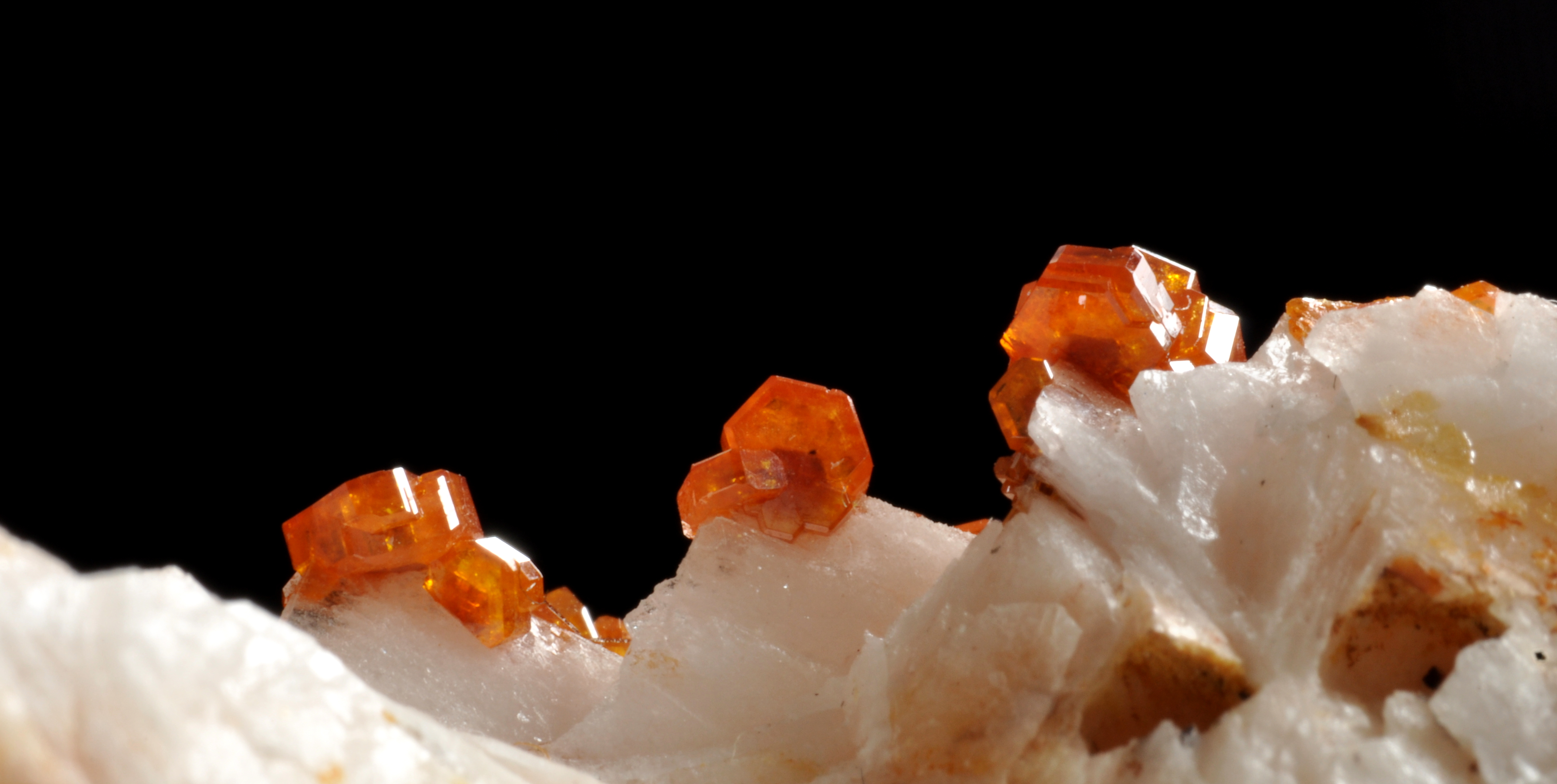
Orangerote Vanadinitkristalle mit dunkelrotem Zentrum auf farblosem Baryt aus Mibladen (Bildbreite ca. 10 mm)
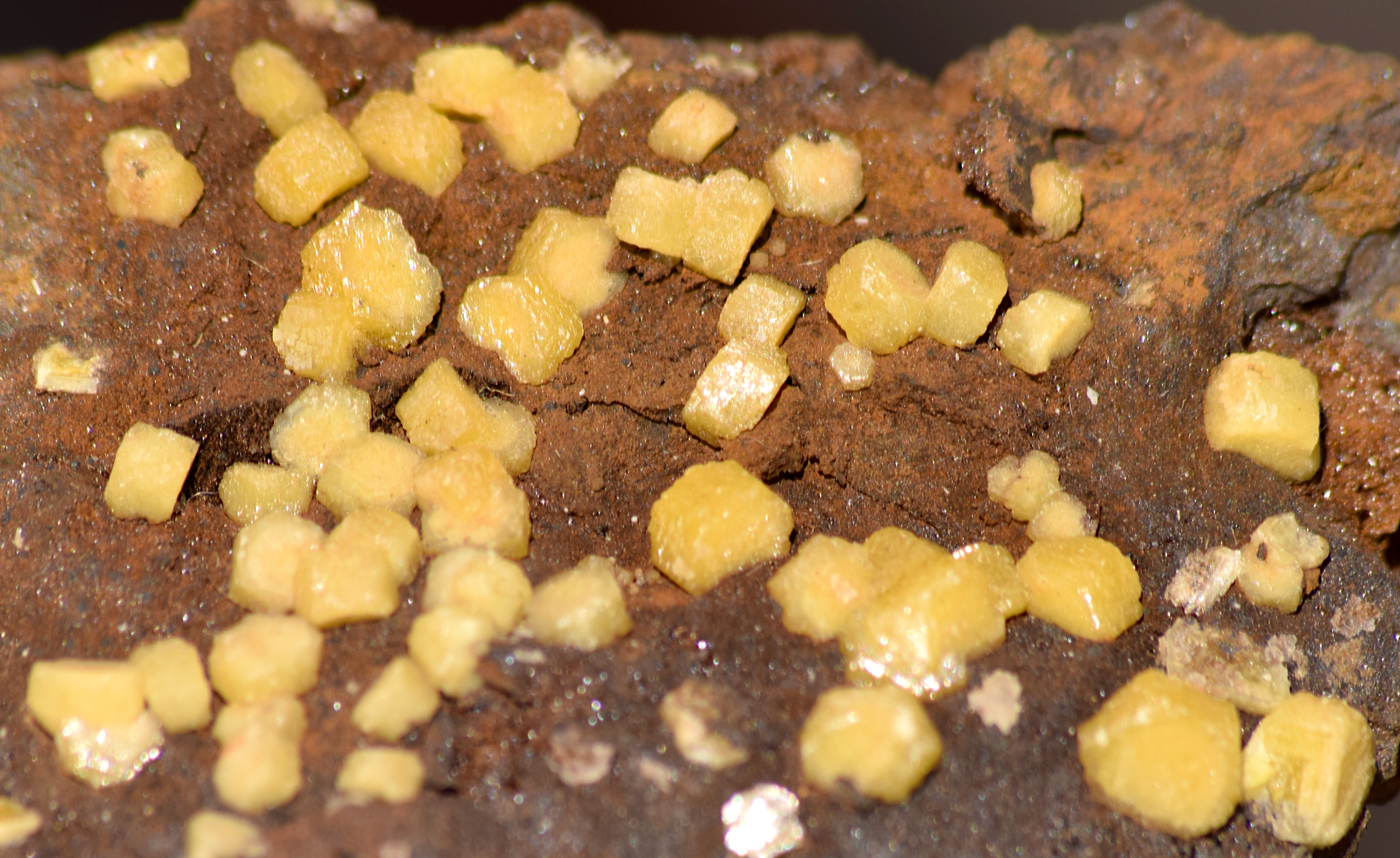
Gelbe Vanadinit-Kristalle auf Goethit aus Taouz, Marokko (Bildbreite ca. 40 mm)
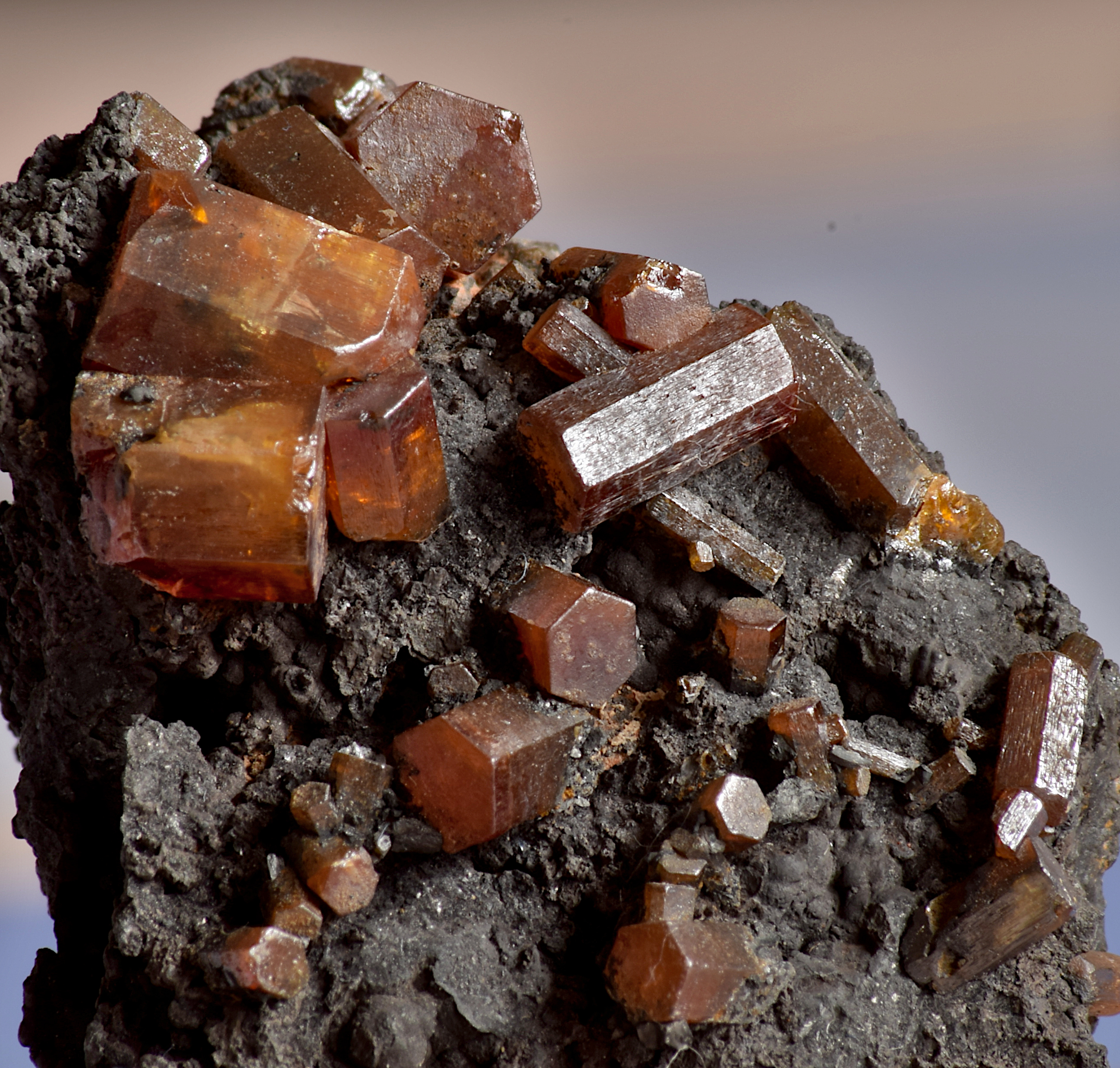
Längliche orange Vanadinit-Kristalle aus Mibladen, Marokko (Bildbreite ca. 25 mm)
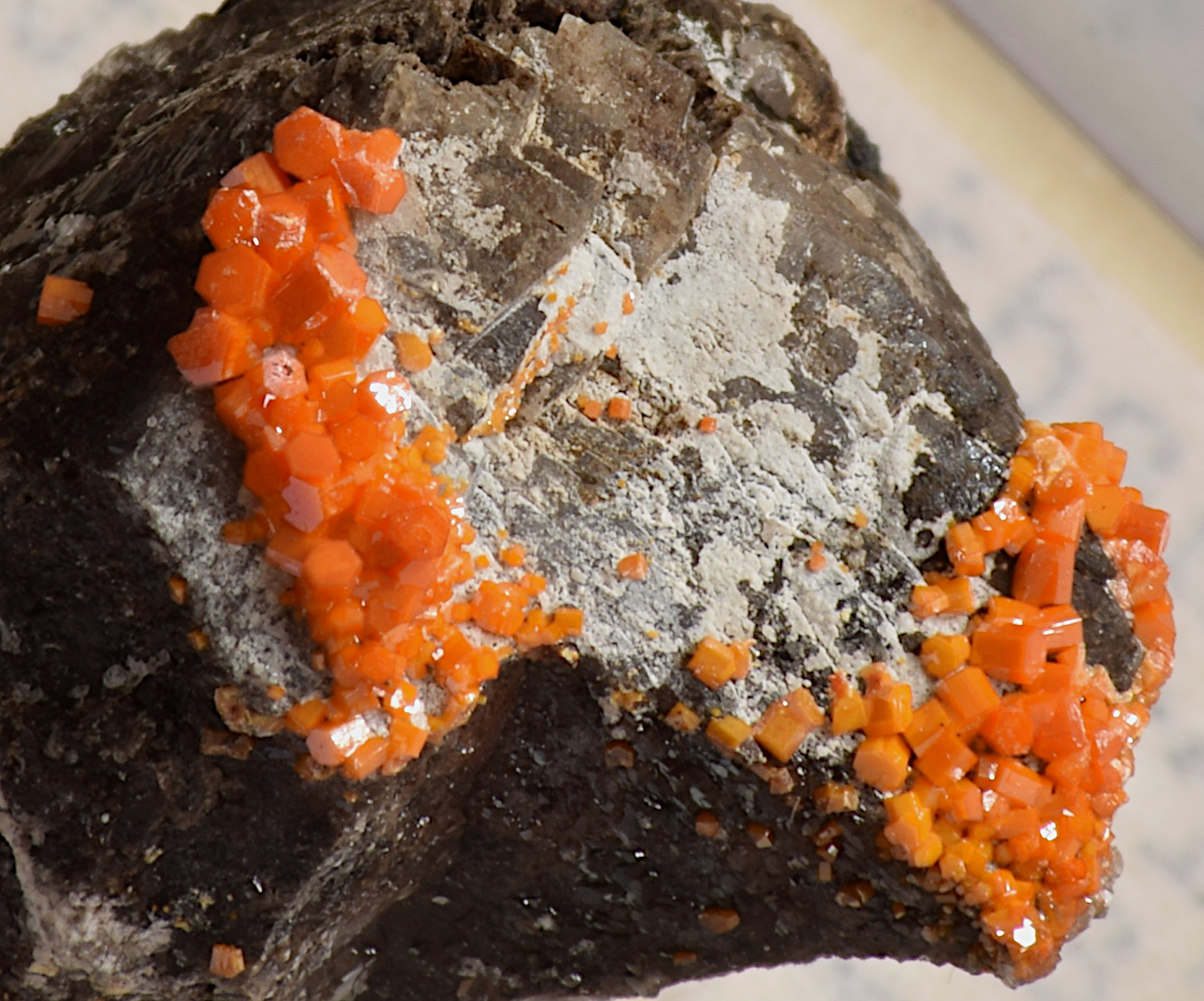
Hellorange Vanadinit-Kristalle aus der Pure Potential Mine, Arizona (Bildbreite ca. 15 mm)
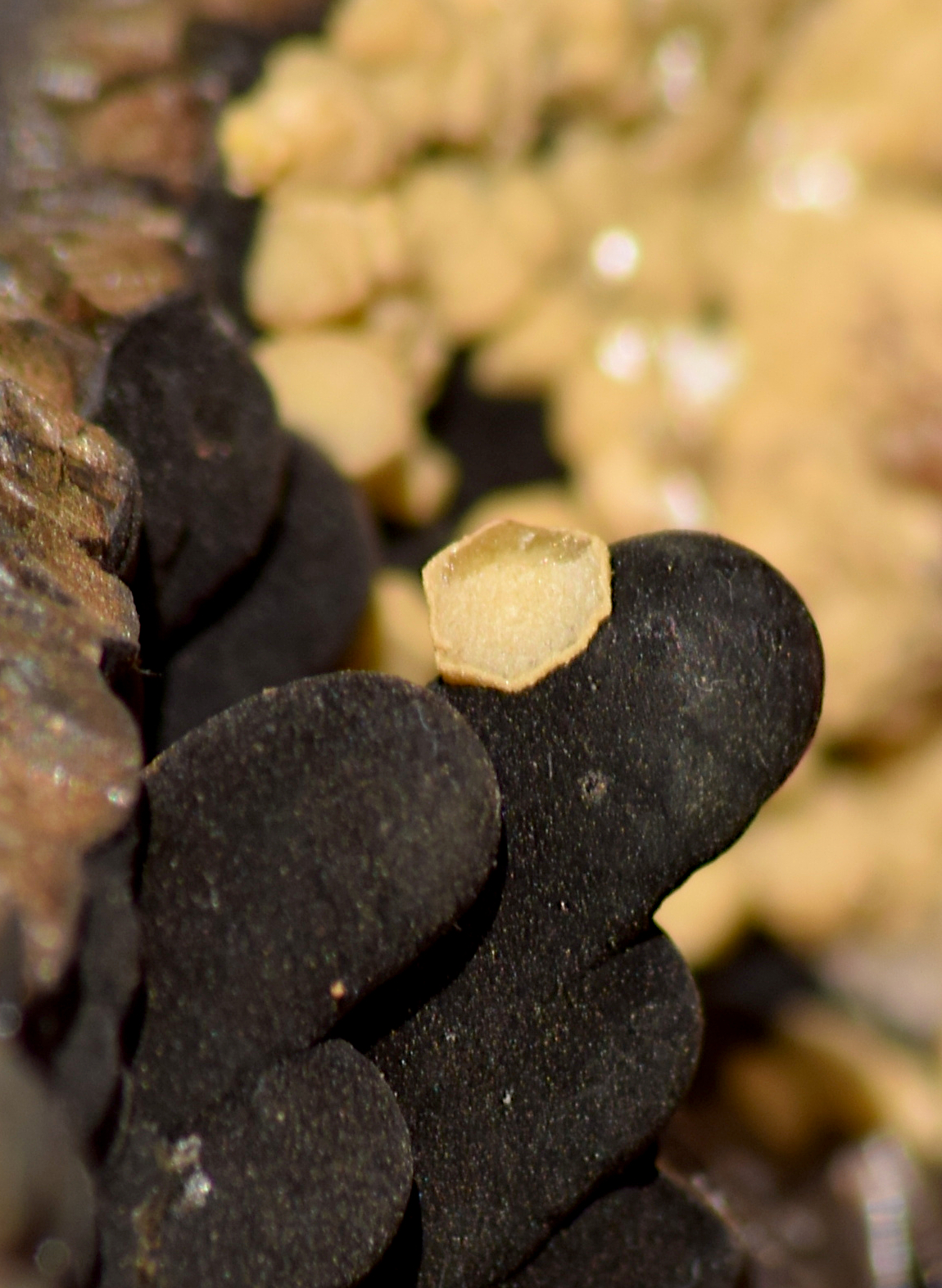
Einkristall eines gelben Vanadinits aufgewachsen auf botryoidalem Goethit aus Taouz, Marokko (Kristallgröße ca. 3 mm)
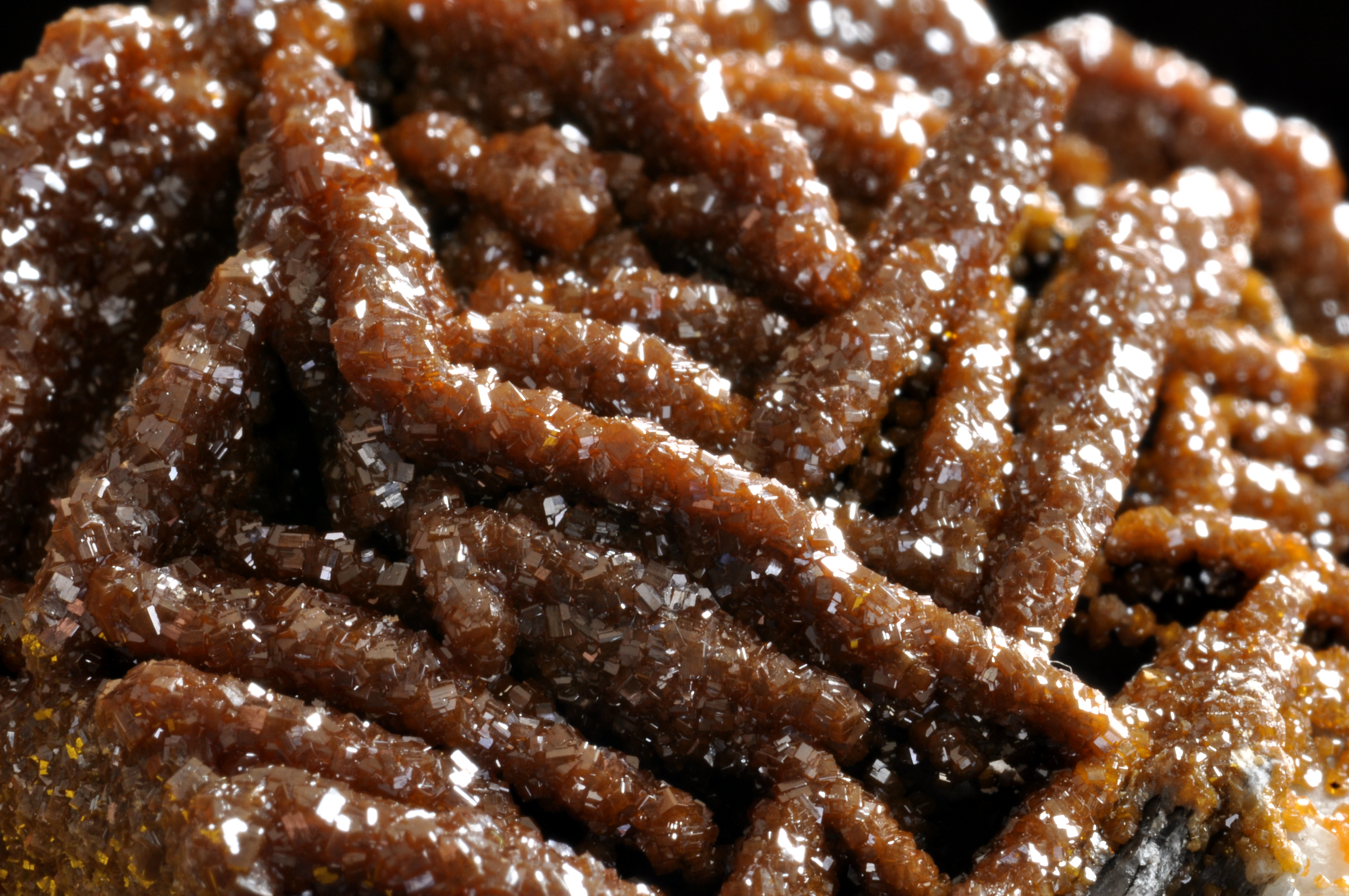
Dunkelrote Vanadinitkristalle als dichter Kristallrasen auf Barytschichten aus Mibladen (Bildbreite ca. 10 mm)
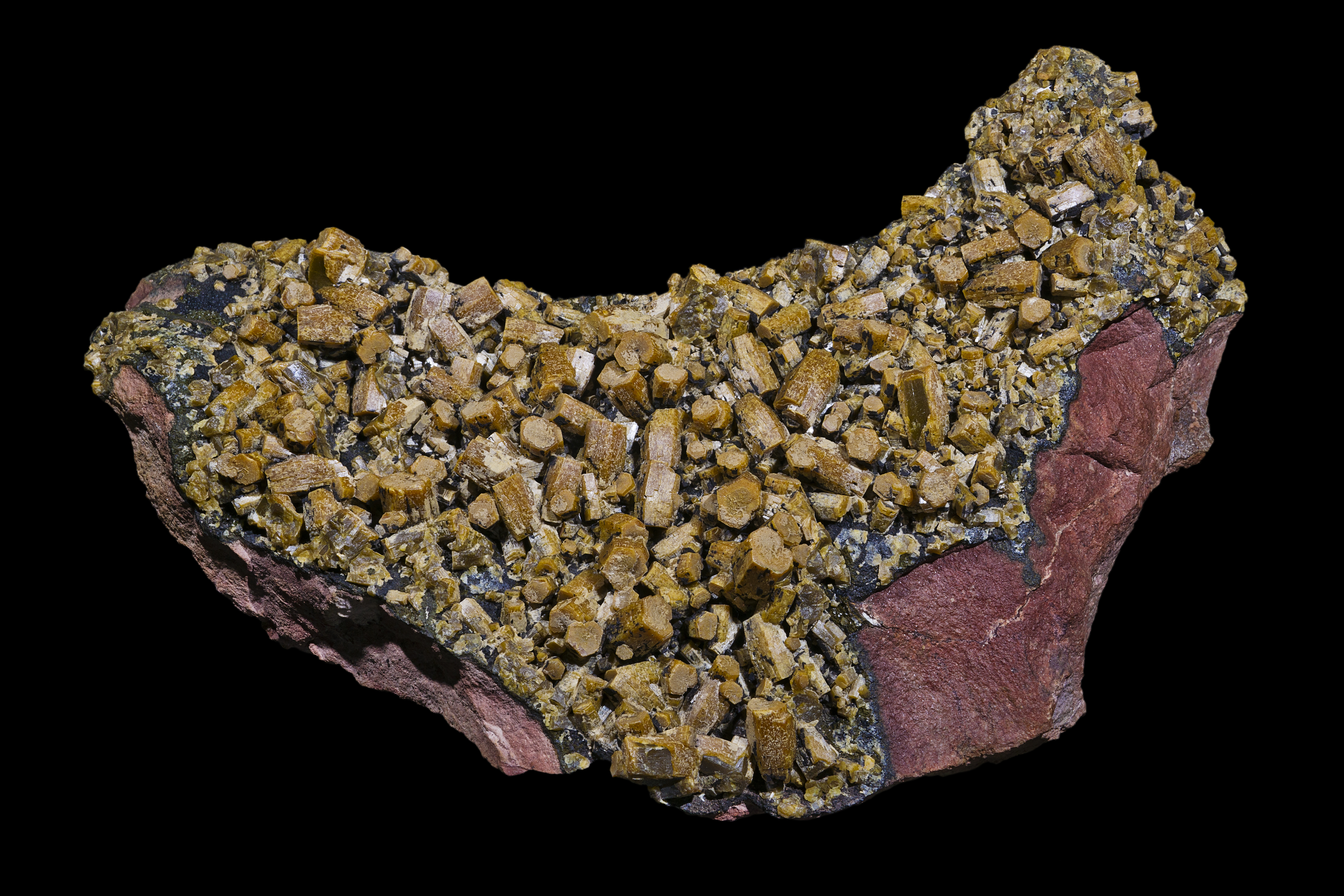
Endlichit auf Descloizit (schwarz) aus Touissit, Marokko

## Bildung und Fundorte
Vanadinit ist ein Sekundärmineral und bildet sich in Begleitung von Anglesit, Baryt, Calcit, Cerussit, Mottramit, Pyromorphit, Wulfenit und Goethit in Blei-Lagerstätten. Gelegentlich ist es orientiert verwachsen mit Pyromorphit bzw. Mimetesit oder eingewachsen in Descloizit zu finden.
Fundorte sind neben seiner Typlokalität Mexiko unter anderem Argentinien, der Schwarzwald in Deutschland, Djebel Mahseur und Mibladen in Marokko, Tsumeb in Namibia, Wanlockhead in Schottland, Gotland in Schweden, Beresowsk in Sibirien, sowie Arizona in den USA.

## Verwendung
Vanadinit dient als Rohstoff zur Gewinnung des für Spezialstähle wichtigen Legierungselementes Vanadium.
Als Schmuckstein ist Vanadinit aufgrund seiner geringen Härte nicht zu verwenden. Gelegentlich wird er jedoch von Sammlern in Cabochon-Form geschliffen.
Zudem wird Vanadinit auch als Pigment verwendet. Beim Mahlen des Minerals ergibt sich ein gelbes Pulver mit welchem, in Bindemittel angerieben, intensiv gelbe bis orange Farbschichten erzeugt werden können. Verwendet wurde das Pigment nahezu ausschließlich in China, vor allem in der Gegend um Xi’an, beispielsweise an den Soldaten der Terrakottaarmee des Kaisers Qin Shihuangdi. Außerhalb von China wurde das Vanadinit als Pigment ausschließlich an einer hellenistischen Stele aus Alexandria nachgewiesen, welche sich heute im Louvre befindet.